# Anthracoceros albirostris
Anthracoceros albirostris, também designado por calau-oriental  ou calau-de-faces-brancas (também referenciado como Anthracoceros convexus) é uma espécie de ave da família Bucerotidae.
Pode ser encontrada nos seguintes países: Bangladesh, Butão, Brunei, Camboja, China, Índia, Indonésia, Laos, Malásia, Myanmar, Nepal, Singapura, Tailândia e Vietname.
Os seus habitats naturais são: florestas subtropicais ou tropicais húmidas de baixa altitude.